# Harry Hindemith
Harry Hindemith (16 de junio de 1906 - 21 de enero de 1973) fue un actor teatral, cinematográfico y radiofónico alemán.

## Biografía
Nacido en Bruselas, Bélgica, se formó artísticamente en Mannheim y en Karlsruhe. Desde el año 1925 formó parte de la Liga de los Jóvenes Comunistas de Alemania y, desde 1928, del Partido Comunista de Alemania. Siguió lecciones de interpretación impartidas por Hans Finohr en Wurzburgo, y debutó en el escenario en 1930 en el Stadttheater de dicha ciudad. 
Tras la toma de poder por parte de los Nazis (Machtergreifung), Hindemith fue temporalmente arrestado. Sin embargo, en 1937 ingresó en el Partido Nacionalsocialista Obrero Alemán y actuó en el Teatro Estatal de Olsztyn y en Wuppertal. Su primera actuación en el cine fue un papel como reportero en el film de propaganda Junge Adler. 
Tras la Segunda Guerra Mundial, actuó por vez primera en el Volkstheater de Rostock y en el Deutsches Theater de Berlín, donde actuó en la obra Nathan el Sabio junto a Paul Wegener. Hindemith trabajó de manera general en obras contemporáneas de pensamiento socialista. En 1954 pasó al Teatro Volksbühne, en Berlín, encarnando al personaje del título en Wilhelm Tell (1955, de Friedrich Schiller). Otros papeles en ese teatro fueron Miller en Kabale und Liebe (de Schiller), Talbot en Maria Stuart (Schiller) y Großbauer en la pieza de Erich Köhler Der Geist von Cranitz (1972). En el Teatro Maxim Gorki trabajó en 1957 en la obra Los bajos fondos, de Máximo Gorki. 
Hindemith formó parte del Partido Comunista de Alemania a partir de 1945 y, en 1946, del Partido Socialista Unificado de Alemania. Ese año actuó en la película Irgendwo in Berlin. Desde entonces, habitualmente sus papeles en el cine fueron de reparto. En total, actuó frente a las cámaras en unas 80 producciones cinematográficas y televisivas. Durante varios años fue presidente del Sindicato de Cineastas.
Harry Hindemith falleció en Berlín Este en 1973, a los 66 años de edad. Fue enterrado en el "Cementerio francés" de Berlín.

## Filmografía (selección)
- 1944 : Junge Adler
- 1946 : Irgendwo in Berlin
- 1948 : Straßenbekanntschaft
- 1948 : Und wieder 48
- 1949 : Quartett zu fünft
- 1949 : Der Augenzeuge
- 1949 : Unser täglich Brot
- 1950 : Der Auftrag Höglers
- 1950 : Familie Benthin
- 1952 : Roman einer jungen Ehe
- 1952 : Sein großer Sieg
- 1953 : Anna Susanna
- 1953 : Jacke wie Hose
- 1956 : Der Teufelskreis
- 1956 : Genesung
- 1956 : Drei Mädchen im Endspiel
- 1956 : Mich dürstet
- 1957 : Schlösser und Katen
- 1957 : Bärenburger Schnurre
- 1957 : Der Fackelträger
- 1958 : Les misérables
- 1958 : Tatort Berlin
- 1958 : Sie kannten sich alle
- 1958 : Der Lotterieschwede
- 1958 : Die Feststellung
- 1959 : SAS 181 antwortet nicht
- 1960 : Zu jeder Stunde
- 1960 : Hatifa
- 1960 : Im Schatten von gestern (TV)
- 1960 : Schritt für Schritt
- 1961 : Die Liebe und der Co-Pilot
- 1961 : Der Fremde
- 1961 : Gewissen in Aufruhr (TV)
- 1961 : Schneewittchen
- 1961 : Mord an Rathenau (TV)
- 1962 : Du sollst nicht töten (TV)
- 1962 : Die neue Losung (TV)
- 1963 : An französischen Kaminen
- 1963 : Die Affäre Heyde-Sawade (TV)
- 1963 : Die Fontäne (TV)
- 1963 : Keine Chance für Cagliostro (TV)
- 1963 : Blumen für die Sängerin (TV)
- 1963 : Der Neue (TV)
- 1964 : Die Hochzeit von Länneken
- 1964 : Als Martin vierzehn war
- 1964 : Die Heiratsurkunde (TV)
- 1965 : Solange Leben in mir ist
- 1965 : Die besten Jahre
- 1965 : Lots Weib
- 1965 : Testpersonen (TV)
- 1965 : Orpheus steigt herab (TV)
- 1965 : Denk bloß nicht, ich heule
- 1967 : Brot und Rosen
- 1967 : Die Fahne von Kriwoj Rog
- 1967 : Der Fall Timo Rinnelt (TV)
- 1967 : 1913 (TV)
- 1968 : Alchimisten (TV)
- 1968 : Kinder der Sonne (TV)
- 1968 : An einem freien Samstag (TV)
- 1969 : Krupp und Krause (TV)
- 1969 : Dolles Familienalbum (serie TV)
- 1969 : Sankt Urban (TV)
- 1970 : Meine Stunde Null
- 1971 : Der Sonne Glut
- 1971 : Katzengold (TV)
- 1972 : Schwarzer Zwieback
- 1972 : Die Ecksteins (TV)
- 1972 : Trotz alledem!
- 1973 : Ninotschka sucht den Frühling (TV)

## Teatro (selección)
- 1945 : Hamlet, de William Shakespeare (Deutsches Theater de Berlín)
- 1946 : Wir heißen Euch hoffen (Deutsches Theater)
- 1946 : Peter Kiewe (Deutsches Theater)
- 1946 : Nathan el Sabio, de Gotthold Ephraim Lessing (Deutsches Theater)
- 1946 : Edipo rey, de Sófocles
- 1947 : Woyzeck, de Georg Büchner (Deutsches Theater)
- 1947 : Ein jeder von uns (Deutsches Theater)
- 1947 : Der Hauptmann von Köpenick (Deutsches Theater)
- 1947 : Pastor Hall, de Ernst Toller (Deutsches Theater)
- 1948 : Optimistische Tragödie, de Wsewolod Witaljewitsch Wischnewski  (Palais am Festungsgraben de Berlín)
- 1948 : Haben (Deutsches Theater)
- 1949 : Erfolg (Deutsches Theater)
- 1950 : Brigade Karhan, de Vašek Káňa (Deutsches Theater)
- 1951 : Baller contra Baller (Deutsches Theater)
- 1951 : Julius Fucik, de Juri Burjakowski, escenografía de Wolfgang Langhoff (Deutsches Theater)
- 1953 : Prozeß Wedding, de Harald Hauser, escenografía de Wolfgang Langhoff (Deutsches Theater)
- 1953 : Der Teufelskreis, de Hedda Zinner (Theater am Schiffbauerdamm)
- 1954 : Wilhelm Tell, de Friedrich Schiller (Volksbühne)
- 1954 : Ana Karenina, de León Tolstói, escenografía de Werner Stewe (Volksbühne)
- 1954 : Ein fremdes Kind, de Wassili Schwarkin, escenografía de Robert Trösch (Volksbühne)
- 1955 : Turandot , de Friedrich Schiller (Volksbühne)
- 1955 : Götz von Berlichingen, de Johann Wolfgang von Goethe, escenografía de Fritz Wisten (Volksbühne)
- 1956 : Die erste Reiterarmee, de Wsewolod Witaljewitsch Wischnewski, escenografía de Kurt Jung-Alsen (Volksbühne)
- 1956 : Feuerwasser, de Ulrich Becher, escenografía de Fritz Wisten (Volksbühne)
- 1956 : Wilhelm Tell, de Friedrich Schiller (Scala Wien, en Viena)
- 1957 : Los bajos fondos, de Máximo Gorki, escenografía de Maxim Vallentin (Teatro Maxim Gorki)
- 1957 : Die Weber, de Gerhart Hauptmann, escenografía de Ernst Kahler (Volksbühne)
- 1957 : Das Bad – Lesung (Volksbühne)
- 1958 : So eine Liebe, de Pavel Kohout, escenografía de Otto Tausig (Volksbühne)
- 1958 : Die Affäre Dreyfus (Volksbühne)
- 1959 : Im himmlischen Garten, de Harald Hauser, escenografía de Franz Kutschera (Volksbühne)
- 1969 : Barocke Musik – Barocke Lyrik (Volksbühne)
- 1960 : Negerlyrik – Negermusik (Volksbühne)
- 1960 : Menschen von Budapest, de Lajos Mesterházi, escenografía de Fritz Wisten (Volksbühne)
- 1960 : La comedia de las equivocaciones, de William Shakespeare (Volksbühne)
- 1961 : Die dritte Schwester, de Pavel Kohout, escenografía de Karl Paryla (Deutsches Theater)
- 1961 : Affäre Blum, de Robert Adolf Stemmle y Erich Engel, escenografía de Hagen Mueller-Stahl (Volksbühne)
- 1962 : Florian Geyer, de Gerhart Hauptmann (Volksbühne)
- 1962 : Der Vierte, de Konstantín Símonov, escenografía de Lothar Bellag (Volksbühne)
- 1962 : Kennen Sie den? Aus dem Schaffen schreibender Arbeiter (Volksbühne)
- 1963 : Mein Freund (Volksbühne)
- 1964 : Los tres mosqueteros, de Robert Planchon a partir de Alejandro Dumas, escenografía de Rudolf Vedral (Volksbühne)
- 1964 : Katzengold (Volksbühne)
- 1964 : Die skandalöse Affäre von Mr. Kettle und Mrs. Moon, de J. B. Priestley, escenografía de Hans-Joachim Martens (Volksbühne)
- 1965 :  La visita de la anciana dama , de Friedrich Dürrenmatt  (Volksbühne)
- 1965 : Moritz Tassow, de Peter Hacks, escenografía de Benno Besson (Volksbühne)
- 1967 : Mysterium Buffo - Variante für Deutschland, de Helmut Baierl, escenografía de Wolfgang Pintzka (Volksbühne)
- 1967 : Kabale und Liebe, de Friedrich Schiller, escenografía de Hans-Joachim Martens (Volksbühne)
- 1968 : Don Carlos, de Friedrich Schiller (Volksbühne)
- 1968 : Maria Stuart, de Friedrich Schiller, escenografía de Fritz Bornemann (Volksbühne)
- 1968 : Lieblingsfarbe Rot. Ein Karl-Marx-Abend (Volksbühne)
- 1968 : Briefe ins 30. Jahrhundert. Sowjetische Lyrik und Chansons (Volksbühne)
- 1970 : El médico a palos, de Molière (Volksbühne)
- 1972 : Der Geist von Cranitz (Volksbühne)

## Radio (selección)
- 1947 : Erde, de Hedda Zinner, dirección de Hedda Zinner (Berliner Rundfunk)
- 1949 : Alle meine Söhne, de Arthur Miller, dirección de Günter Osswald (Berliner Rundfunk)
- 1949 : Der große Damm, de Werner Stewe, dirección de Hanns Farenburg (Berliner Rundfunk)
- 1950 : Herr über den Tau, de Jacques Roumain, dirección de Hanns Farenburg (Berliner Rundfunk)
- 1950 : Familie Hauser, de Heinz Günther Rath, dirección de Gottfried Herrmann (Berliner Rundfunk)
- 1950 : Wie kann es sein, dass Kapitän Brown seine Wette verlor, dirección de Werner Stewe (Berliner Rundfunk)
- 1950 : Das Hauptbuch der Solvays, de Karl Georg Egel, dirección de Gottfried Herrmann (Berliner Rundfunk)
- 1951 : Schneeball, de Walentina Alexandrowna Ljubimowa, dirección de Werner Stewe (Berliner Rundfunk)
- 1951 : Der Chirurg, de Oleksandr Kornijtschuk, dirección de Werner Stewe (Berliner Rundfunk)
- 1951 : Einer von unseren Tagen, de Karl-Georg Egel, dirección de Gottfried Herrmann (Berliner Rundfunk)
- 1951 : Landung verboten, de Egon Erwin Kisch, dirección de Werner Stewe (Berliner Rundfunk)
- 1951 : Die Nächte enden, de Albert Maltz, dirección de Werner Stewe (Berliner Rundfunk)
- 1952 : Der Fall Morrison, de Albert Maltz, dirección de Wolfgang Langhoff (Berliner Rundfunk)
- 1953 : Ljubow Jarowaja, de Konstantin Andrejewitsch Trenjow, dirección de Günther Rücker (Berliner Rundfunk)
- 1953 : Krassin rettet Italia, de Friedrich Wolf, dirección de Joachim Witte (Berliner Rundfunk)
- 1953 : Drachen über den Zelten, de Günther Rücker, dirección de Günther Rücker (Berliner Rundfunk)
- 1953 : Die Rosenbergs, de Maximilian Scheer, dirección de Maximilian Scheer (Berliner Rundfunk)
- 1953 : General Landt, de Hedda Zinner, dirección de Hedda Zinner (Berliner Rundfunk)
- 1955 : Das siebte Kreuz, de Anna Seghers, dirección de Hedda Zinner (Rundfunk der DDR)
- 1957 : Wo die Nebel weichen, de Bernhard Seeger, dirección de Lothar Dutombé (Rundfunk der DDR)
- 1963 : Nachtwache, de Manfred Bieler, dirección de Helmut Hellstorff (Rundfunk der DDR)
- 1963 : Fünfzig Nelken (Rundfunk der DDR)
- 1963 : Zwischenbilanz, de Rolf Gumlich y Ralph Knebel, dirección de Helmut Hellstorff (Rundfunk der DDR)
- 1963 : Die Geschichte eines Mantels, de Gerhard Rentzsch, dirección de Edgar Kaufmann (Rundfunk der DDR)
- 1965 : La indagación, de Peter Weiss, dirección de Wolfgang Schonendorf (Rundfunk der DDR)
- 1967 : Alltag eines Arztes, de Klaus Beuchler, dirección de Uwe Haacke (Rundfunk der DDR)
- 1968 : Am Brunnen vor dem Tore, de Gerhard Rentzsch, dirección de: Hans Knötzsch (Rundfunk der DDR)
- 1969 : Vom schweren Anfang, de Eduard Claudius, dirección de Horst Liepach (Rundfunk der DDR)
- 1970 : Gespräche an einem langen Tag, de varios autores, dirección de Detlef Kurzweg (Rundfunk der DDR)

## Premios
- 1950 : Premio Nacional de la RDA, categoría III por Unser täglich Brot
- 1951 : Premio Nacional de la RDA, categoría II por la obra teatral Brigade Karhan
- 1960 : Medalla del Mérito del Ejército Nacional de plata por Schritt für Schritt
- 1961 : Orden de Mérito de la Patria, de plata
- 1966 : Medalla Johannes-R.-Becher, de oro